# Campionat d'Espanya de motocròs 1998
La temporada de 1998 del Campionat d'Espanya de motocròs fou la 40a edició d'aquest campionat, organitzat per la Reial Federació Motociclista Espanyola.

## Classificació final

### 125cc
| Posició | Pilot             | Motocicleta | Punts |
| ------- | ----------------- | ----------- | ----- |
| 1       | Moisés Bernárdez  | Honda       | ?     |
| 2       | Abel Bernárdez    | ?           | ?     |
| 3       | Francisco Remacho | ?           | ?     |
| 4       | ?                 | ?           | ?     |
| 5       | ?                 | ?           | ?     |
| 6       | ?                 | ?           | ?     |
| 7       | ?                 | ?           | ?     |
| 8       | ?                 | ?           | ?     |
| 9       | ?                 | ?           | ?     |
| 10      | ?                 | ?           | ?     |

### 250cc
| Posició | Pilot              | Motocicleta | Punts |
| ------- | ------------------ | ----------- | ----- |
| 1       | Javier García Vico | Yamaha      | ?     |
| 2       | Josep Alonso       | ?           | ?     |
| 3       | Abel Bernárdez     | ?           | ?     |
| 4       | ?                  | ?           | ?     |
| 5       | ?                  | ?           | ?     |
| 6       | ?                  | ?           | ?     |
| 7       | ?                  | ?           | ?     |
| 8       | ?                  | ?           | ?     |
| 9       | ?                  | ?           | ?     |
| 10      | ?                  | ?           | ?     |

## Categories inferiors
Font:
| Campionat           | Guanyador         | Motocicleta |
| ------------------- | ----------------- | ----------- |
| Júnior 250cc        | Jonathan Villa    | Yamaha      |
| Trofeu Júnior 125cc | Ivan Cervantes    | Yamaha      |
| Cadet 80cc          | Xavier Hernández  | Kawasaki    |
| Juvenil 80cc        | Jonathan Barragán | Kawasaki    |
| Trofeu Alevins 60cc | Israel Sánchez    | Kawasaki    |